# Teponaztli

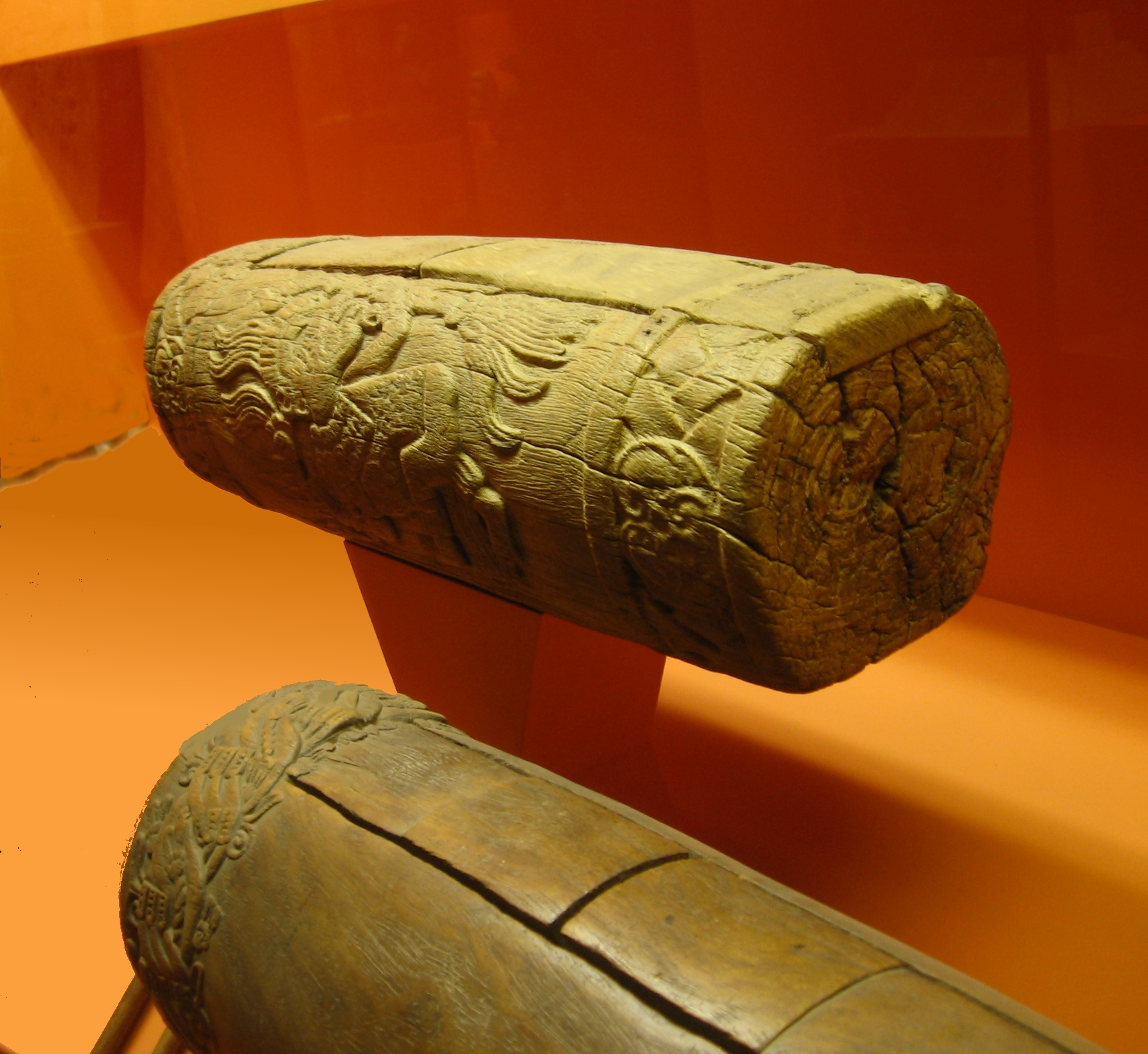
Deux teponaztli aztèques de l'American Museum of Natural History.

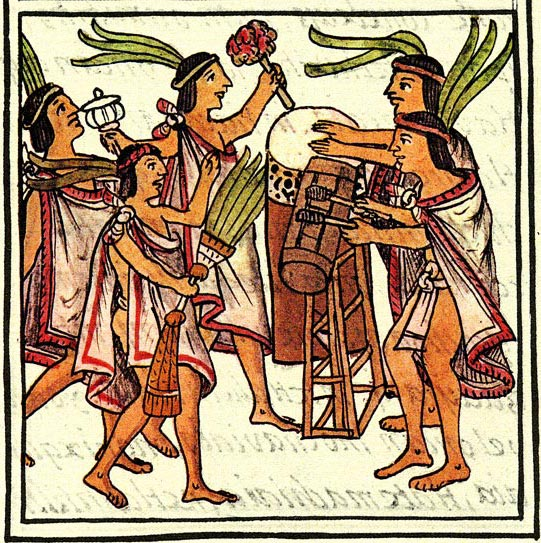
Cérémonie aztèque utilisant un teponaztli, au premier plan (Codex de Florence).

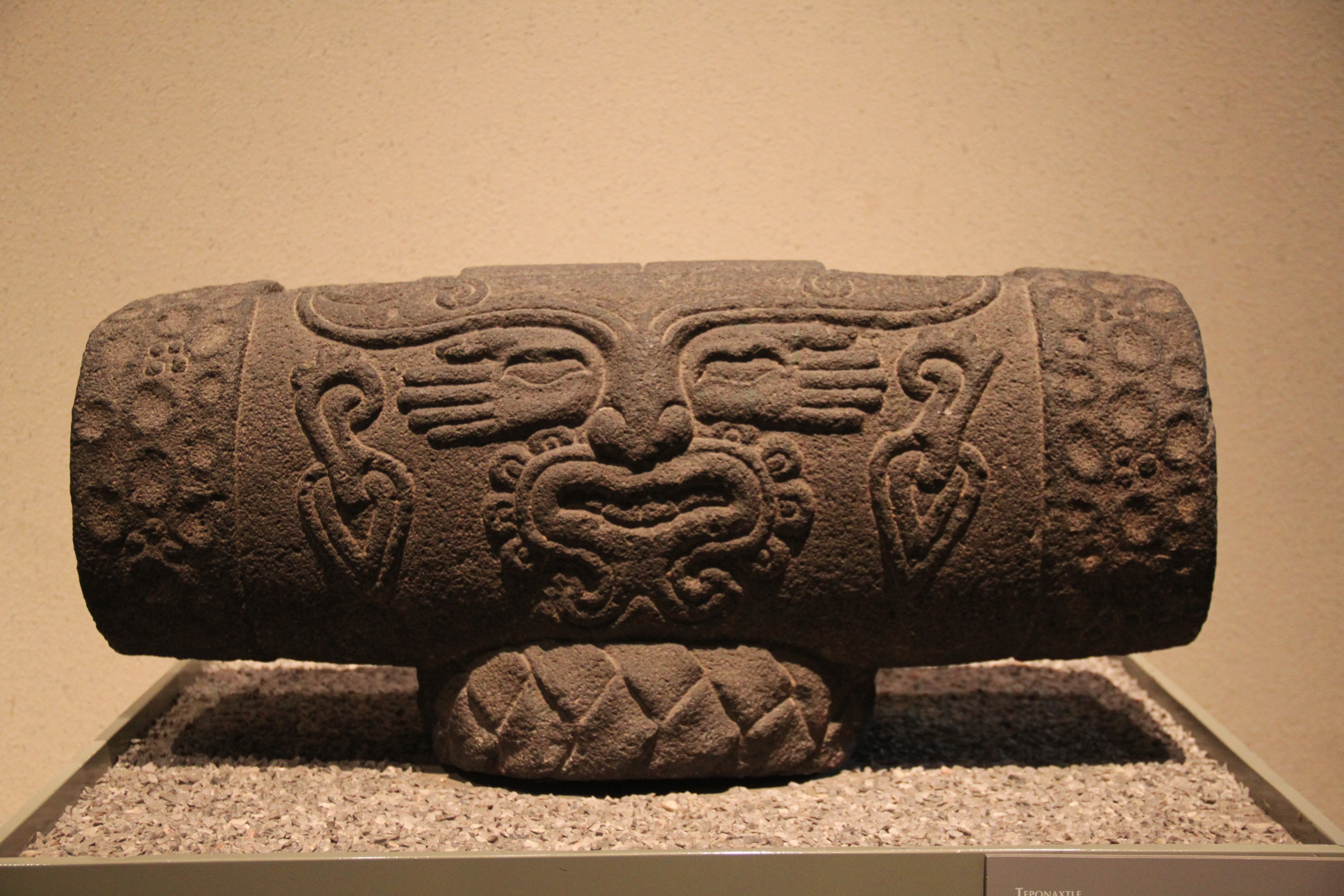
Teponaxtle du Musée national d'anthropologie de Mexico.

Le teponaztli, tinco, teponahuaztli, quiringua, tepenahuasqui, tunkul (Mexique) ou tun (Guatemala et au Salvador) est un tambour à fente ancien, d'origine mésoaméricaine, utilisé dans la musique amérindienne par les Aztèques et les Mayas. Il est encore utilisé de nos jours.
Le teponagua en est une variété plus grande, et le tecomapiloa en est une petite version à résonateur en gourde. Au Guatemala, il est utilisé dans de nombreuses danses, principalement dans le Rabinal Achí, également connu sous le nom de Xajooj Tun, qui signifie en espagnol "Danse du tun". Il est également utilisé dans la danse du cerf (à ne pas confondre avec la danse du cerf qui se danse à Sonora et Sinaloa, au Mexique).

## Facture
Il s'agit d'une section de tronc d'arbre que l'on a évidée pour obtenir une caisse de résonance et où une fente en H est pratiquée dans la partie supérieure pour obtenir deux languettes vibrantes. Il mesure entre 50 et 100 cm.

## Jeu
Il est joué à l'aide de baguettes couvertes de caoutchouc appelées olmaitl en nahuatl, autant par les hommes que par les femmes, une technique que l'on peut rapprocher du xylophone ou de la marimba

## Fonction rituelle
Il était considéré en Mésoamérique comme un instrument sacré, voir une idole ou même un dieu en exil. Accompagné du tambour huehuetl, il servait d'accompagnement lors des sacrifices humains, et même parfois d'autel de sacrifice (techcatl) ou de réceptacle pour le cœur ou le sang des victimes (cuauhxicalli).

## Source
(en) S. Sadie, The New Grove Dictionary of Musical Instruments, Macmillan, London, 1985.